# Påvelunds TBK
Påvelunds TBK är en tennis- och badmintonklubb i Göteborg, grundad 1983. Klubben har spelat i Sveriges högsta division i badminton.